# Барнс, Брэндон
Брэндон Барнс (англ. Brandon Barnes; род. 10 октября 1972) — американский рок-музыкант и продюсер. Барабанщик панк-рок-группы Rise Against.

## Биография
Брэндон Барнс родился 10 октября 1972 года в Денвере, Колорадо. Свою первую ударную установку он получил в девять лет — от своего деда, чикагского джазового музыканта. С 12 до 17 лет он брал уроки игры на ударных; Барнс также играл в джаз-бэнде в средней школе. Он учился по музыкальной программе Колорадского Университета (University of Colorado), мечтая войти в музыкальную историю. Он изучал музыку в колледже и играл на барабанах в университетской музыкальной программе в Колорадо. Он знал, что хочет сделать музыку своей карьерой. Слушая своих любимых барабанщиков, таких как Элвин Джонс, Тони Уильямс, Терри Боззио, Питер Эрскин, и Дэйв Ломбардо, Брэндон Он разработал свой стиль игры, которым пользуется в течение последних десяти лет и который он использует во многих группах, где играет.

## Музыкальная карьера
Группу Pinhead Circle основали гитарист Джимми Пинхэд (Jimmy Pinhead), басист Тревор (Trevor) и ударник Отис (Otis). Брэндон примкнул к ребятам в 1999-м, когда Отис ушел из коллектива. Однако вскоре после выхода второго альбома группы, «Everything Else Is Just a Far Gone Conclusion», Брэндон в 2000-м присоединился к чикагской Rise Against.
Панк-рок группа Rise Against подписала контракт с инди-лейблом Fat Wreck Chords в 2001-м. После дебютного релиза The Unraveling Барнс отправился с группой на гастроли. Когда ребята вернулись в студию в декабре 2002-го, началась запись второго полноформатного альбома, Revolutions per Minute.
В 2003-м Брэндон отпраздновал небольшой успех группы вместе с остальными её членами, который во многом обуславливался её участием в туре Warped Tour. В этом же году интересы Rise Against начал представлять крупный лейбл Geffen Records. Новая пластинка, Siren Song of the Counter Culture, вышедшая в августе 2004-го, добралась до 136 места в альбом-чарте Billboard 200. Особого признания достигли синглы Give It All, Swing Life Away и Life Less Frightening.
Барнс вновь вернулся в студию в январе 2006-го, после тура в поддержку Siren Song of the Counter Culture, и начал записывать четвертый альбом Rise Against в Колорадо. Продюсерами нового релиза, The Sufferer & the Witness 2006-го, стали Билл Стивенсон и Джейсон Ливермор. На сей раз альбом добрался до 10 позиции в Billboard 200, получил положительный оценки критиков и оказался успешным в коммерческом отношении. На передний план вышли синглы Ready To Fall, Prayer Of The Refugee и The Good Left Undone.
Rise Against гастролировали в поддержку The Sufferer & the Witness вторую половину 2006-го и весь 2007-й, в том числе стали хедлайнером Warped Tour 2006-го. Из группы ушел Крис Чейс (Chris Chasse), в своё время заменивший Тода Мони (Todd Mohney), и место Чейса досталось давнему другу Rise Against, Зак Блэр из мелодичной хардкор-группы «Only Crime».
Барнс принял участие в записи пятого альбома своей группы, Appeal to Reason, который был раскуплен 64700 копий в первую же неделю. Альбом попал на 3 место в чарте Billboard 200. Барабанщик был задействован и в работе над пластинкой Endgame, презентованной 11 марта 2011-го в Соединенных Штатах. Этот релиз был хорошо принят критиками и добрался до 2-го места Billboard 200. Барнс участвовал в туре «Endgame Tour» вместе со своей группой и панк-рок группой Bad Religion. В июле 2014 года вышел седьмой альбом Rise Against The Black Market.

## Личная жизнь
В настоящее время Брэндон живет со своей женой Тарой (Tara), дочкой Стеллой (Stella) и сыном Лиамом (Liam) в Колорадо.

## Барабанная установка
| Drums Tama - 6.5"x14" Bell Brass Snare Drum - 10"x12" Tom Tom - 16"x16" Floor Tom - 18"x22" Bass Drum Hardware Tama - Iron Cobra Power Glide Single Pedal - Iron Cobra Lever Glide Hi-Hat Stand | Cymbals Sabian - 14" Paragon Hi Hats - 22" Paragon Ride - 18" APX Crash - 18" AA Medium Crash Sticks Promark Drum sticks - TX5BW Hickory 5B wood tip |